# ۱۳ گناه
۱۳ گناه عنوان فیلمی است با ژانر ترسناک و هیجانی محصول ۲۰۱۴ آمریکا به کارگردانی دنیل استم است.

## خلاصه داستان
یک تماس تلفنی اسرارآمیز موجب شروع بازی خطرناکی برای فردی به نام الیوت می‌شود که یک فروشنده ساده است. این بازی برای انجام ۱۳ کار که هر کدام شوم تر از قبلی هستند، پاداش‌های بزرگی در نظر گرفته‌است…